# Barbara Kowa
Barbara Kowa (* 5. März 1973 in Hannover) ist eine österreichische Schauspielerin und Performancekünstlerin.

## Leben und Karriere
Aufgewachsen in Hamburg begann sie dort ihr Studium im Bereich Musical an der „stage school of dance and drama“ und beendete dann ihr Hochschulstudium an der Hochschule für Schauspielkunst „Ernst Busch“ Berlin (Diplom 1996).
Schon während ihres Studiums arbeitete sie auch mit Performancekünstlern (Nan Hoover begegnete sie 1994 an der Internationalen Sommerakademie für Bildende Kunst Salzburg) und begann ihre eigenständige künstlerische Arbeit im öffentlichen Raum und auf verschiedenen Performancefestivals (working for the mental internet/Bern, Transitstation/Edinburgh/Copenhagen, Month of Performance Art – Berlin), außerdem arbeitete sie auch als tanzende Schauspielerin in „die schweigende Landschaft“, wo sie die Choreographien nach Gurdjieffs Sacred Dances einstudierte und interpretierte (1996 Hebbel-Theater Berlin), sowie als Manga in Peter Mussbachs Inszenierung „Takemitsu-my way of life“ der Oper unter den Linden in Berlin in Kooperation mit dem Théâtre du Châtelet in Paris und dem Tōkyō Bunka Kaikan.
Video war zunächst nur Teil ihrer performativen Arbeit, doch nachdem sie 2001 erstmals ein poetisches Feature über Friedensreich Hundertwassers Gärten in Neuseeland drehte, das dann im Kunsthaus Wien gezeigt wurde, entschloss sie sich zu einem Productions-Seminar an der BAF München. Heute begleiten lange Feature Filme ihre zyklisch angelegte Performancekunst. Ihr erster Film „dreaming Mali“ war in Paris, New Jersey und Dallas nominiert und gewann „best feature Film“ auf dem TBFF 2010.
Daher blieb sie als Schauspielerin stets freiberuflich und spielte hauptsächlich an deutschsprachigen Ensuite-Bühnen (meistens am Renaissancetheater Berlin) und Sommertheatern (Clingenburg/D, Villhering/A) und selten als Gast am deutschen Stadttheater – wie als Helena in Adam Hanuszkiewiczs Inszenierung von „FAUST 1+2 ernste Scherze“, mit dem auch das Theaterfestival in Leipzig 2001 eröffnet wurde. Unter Einfluss der Performancekunst interessierte sie sich mehr und mehr für Grenzgänger des Schauspiels wie den experimentell arbeitenden Mike Figgis (Masterclass ifs 2004) und Tom DiCillo (Masterclass 2009), der sie zuerst mit der Maisner Technique bekannt machte.
2013 gründete sie ihr eigenes Performance-Theater was an der Schnittstelle von Performancekunst und Theater forscht, und in wechselnder Besetzung international Performances realisiert, die im Schwerpunkt um Themen wie Co-Kreativität, Lebensreise, Bewusstsein und Kommunikation kreisen.
Sie ist die Tochter des Kunsthistorikers Wieland Schmied und der Fotografin Erika Schmied sowie die Enkelin der baltischen Schriftstellerin Gertrud von den Brincken und des österreichischen Philosophen Walther Schmied-Kowarzik.

## Ausbildung/Training
- 1989–1990: Stage School of Dance and Drama Hamburg (Musical)
- 1992–1996: Hochschule für Schauspielkunst Ernst Busch Berlin
- 1994–1998: Sommerakademie Salzburg performance+video-class Nan Hoover, Vallie Export, Ellen Cantor
- 2004: Schauspiel-Workshop mit Mike Figgis, ifs Köln
- 2009: Masterclass Tom DiCillo, ifs Köln
- seit 2009: Maisner Technique am Actors Space Berlin

## Awards
- 2010: „best feature film“ für Dreaming Mali von und mit Barbara Kowa TBFF Dallas

## Stipendien
- 2009: Actorstraining the studio LA USA

## Eigene Filme
- 2001: The Empire of Peace
- 2009: dreaming Mali
- 2012: Mao+Tao

## Performance-Zyklen
- seit 2006 until death do us part performances in Transitstation-Copenhagen, Cell36-Berlin, open air-Art-Museum Pédvàle-Lettland, Tachéles-Berlin, Wasserschloss Rappenau u. v. m.
- seit 2013 Seven Seals Performances in Berlin (art.endart, Uferhallen), Preddöhl (New Healing Festival), Litauen (Yaga gathering), Neuseeland (Prana Festival), Indonesien (Gili Air)

## Film/TV (Auswahl)
- 2010: Odessa (Marlene) Youdid Kahveci dffb
- 2010: Alex und der Löwe (Carla) Yuri Garaté Vivásvan Pictures
- 2006: Schwarze Schafe (Nadja), Regie: Oliver Rihs–Preis der Hofer Filmtage
- 2004: Spur & Partner, Regie: Johannes Wille, ARD
- 2003: Deed Poll (Lead in englisch), Regie: Ingo Biermann dffb
- 1998: Lexx – The Dark Zone - Laughtracks (Lead in engl.) Regie: Michael Keusch, TV-Serie, Sat.1
- 1998: Familie Heinz Becker (Fernsehserie, 1 Folge)

## Theater (Auswahl)
- seit 2013: SEVEN SEALS performancetheater (internationale Tour)
- 2012–2013: ist es eine Komödie – ist es eine Tragödie, Thomas Bernhard Monologe, verschiedene Orte
- 2012: Fritz Rémond Theater, alle sieben wellen,(emmi) R: Peter Kühn
- 2011: Fritz Rémond Theater Frankfurt, Gut gegen Nordwind,(Emmi) Regie: Peter Kühn
- 2007–2009: Renaissance-Theater Berlin, Mondlicht und Magnolien (Poppenguhl), R: T. Engel
- 2007: Sommerbühne 04 Linz/Villhering, der Menschenfeind (Celiméne), Regie:Rudi Müllehner
- 2003–2006: Renaissance-Theater Berlin, Acht Frauen (Louise), Regie: Dietmar Pflegerl
- 2004–2005: Staatsoper Berlin / Theatre du Chatelet Paris / Oper Tokio Bunkah Kaikahn, Takemitsu – My Way of Life (Manga), Regie: Peter Mussbach
- 2002: Clingenburg-Festspiele, Die Schwarze Spinne, Christine, Regie: Udo Schürmer
- 2001: Akademie der Schönen Künste München, Monolog aus Molloy, Regie: R. Steckel
- 2000: Stadttheater Chemnitz, Faust 2000 1 & 2, Regie: Adam Hanuszkiewicz
- 1999: Renaissance-Theater Berlin, Das Attentat, Regie: T. Weber-Schallauer
- 1998: Hebbel-Theater Berlin, Schweigende Landschaft, Regie: Ronald Steckel
- 1996: Hebbel-Theater Berlin, Epitaph von Heimrad Bäcker, Regie: Ronald Steckel